# (2210) Lois
(2210) Lois ist ein Asteroid des Hauptgürtels, der am 24. September 1960 vom niederländischen Forscherteam Cornelis Johannes van Houten, Ingrid van Houten-Groeneveld und Tom Gehrels im Rahmen des Palomar-Leiden-Surveys entdeckt wurde.
Benannt ist der Asteroid nach der Ehefrau des US-amerikanischen Astronomen Ralph Belknap Baldwin.